# Pałac Wiechertów
Pałac Wiechertów – zabytkowy pałac w Starogardzie Gdańskim z 1893 r. Mieści się przy ul. Kanałowej 21. Od 1996 widnieje w rejestrze zabytków.
Składa się z dwóch członów: zbudowane w 1882 roku skrzydło zachodnie, parterowe, z czerwonej cegły, w stylu neoklasycystycznym oraz skrzydło południowo-wschodnie, piętrowe i bardzo reprezentacyjne, które powstało w 1893 roku w stylu neorenesansowym.
Wnętrza pałacu są częściowo przebudowane. Zachowany został zróżnicowany wystrój pomieszczeń, szczególnie bogaty w reprezentacyjnej sali na piętrze (m.in. plafon z rozetą, eklektyczna dekoracja malarska z neorenesansowymi motywami, rozbudowana faseta, dwie płaskorzeźbione, drewniane osłony grzejników).
Frontowa elewacja eklektycznego budynku przyozdobiona jest rzeźbami pięciu kobiet. Jedna z nich, wyglądająca na zawstydzoną, kobieta okrywająca się materiałem, wykonana z czerwonego piaskowca to kopia rzeźby Venus Italica.

## Historia
W 1880 roku bogaty kupiec Franciszek Wiechert, który w 1871 roku zakupił starogardzki młyn wodny, wybudował w jego okolicy zespół rezydencjonalno-administracyjny z reprezentacyjną siedzibą rodu Wiechertów. Bogato ornamentowany, neorenesansowy pałac pozostawał w posiadaniu rodziny do początku 1945 roku. Po wojnie dobra rodu Wiechertów stały się własnością państwa. Od tamtego czasu w pałacu mieściły się przedszkole, żłobek i mieszkania pracowników zakładów młynarskich. Obecnie jest własnością prywatną.

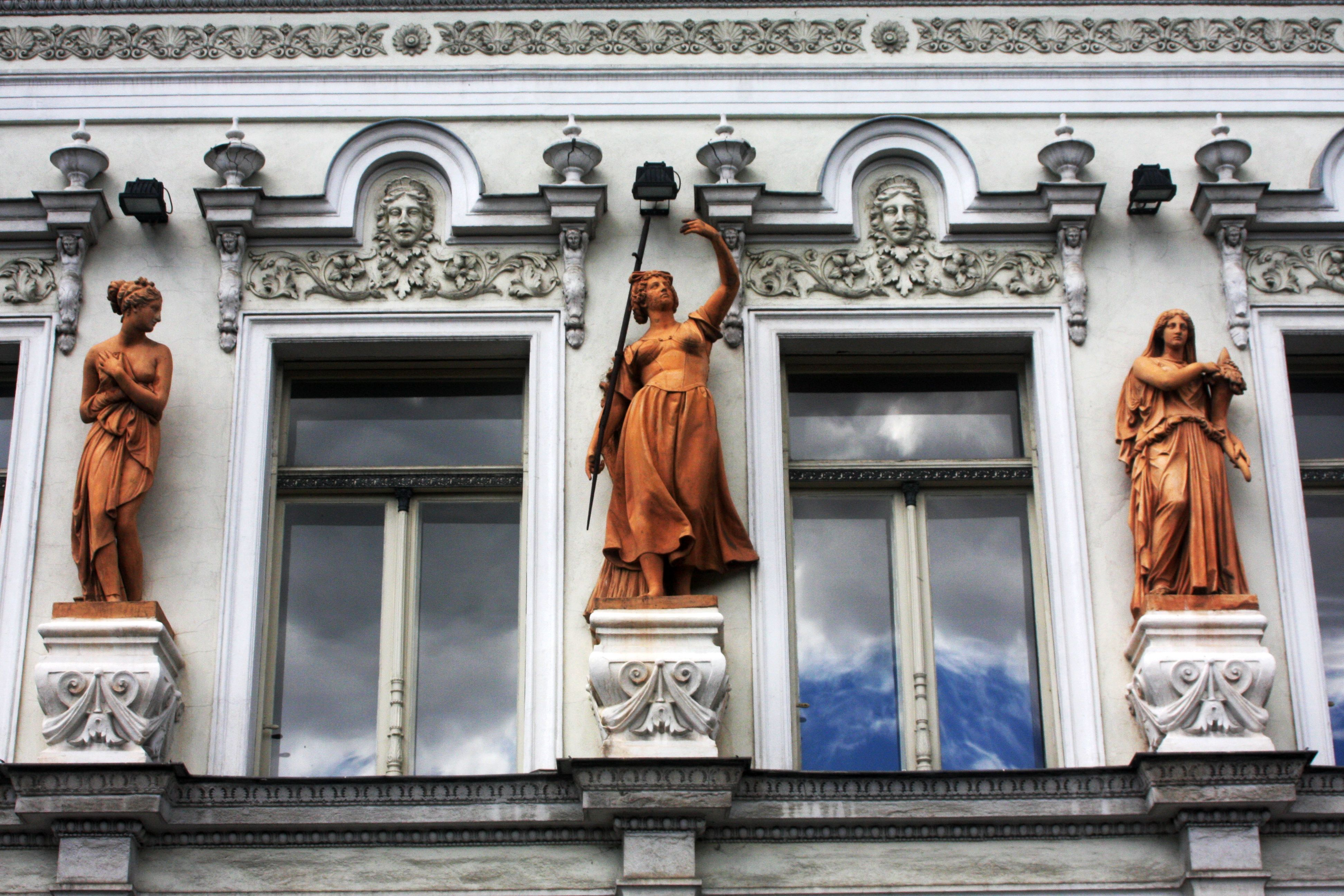
Rzeźby i zdobienia na elewacji pałacu